# De Liedel

De Liedel is een oorspronkelijk Duits geslacht waarvan leden sinds 1816 tot de Nederlandse adel behoren en dat in 1852 uitstierf.

## Geschiedenis

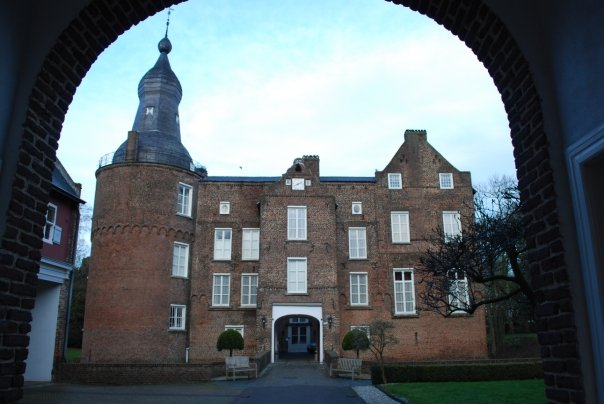
Kasteel Well

De stamreeks begint met Christian Liedel die omstreeks 1640 werd geboren. Zijn zoon Jurrien Liedel (1667-[1733]) trouwde te Maastricht met Maria Cramp (1672-1745) die afkomstig was uit Zevenaar. Hun zoon Wilhem, heer van Well (1713-1771) verkreeg in 1764 brieven van ridderschap; hij erfde in 1771 de heerlijkheid Well met het kasteel Well, welk kasteel tot 1852 in de familie zou blijven. Zijn zoon werd bij KB van 16 februari 1816 benoemd in de ridderschap van Limburg. In 1822 werd hem de titel van baron verleend (bij eerstgeboorte) onder de clausule van erkenning. In 1848 kreeg diens zoon vergunning om al bij leven van zijn vader de titel baron te voeren.
Met de geadelde stierf het geslacht in 1852 uit.

## Enkele telgen
Wilhelm (de) Liedel, heer van Well (1713-1771), koopman, later in 1764 door de Pruisische koning tot ridder geslagen.
- Petrus Wilhelmus baron de Liedel, heer van Well (1774-1852), lid provinciale en gedeputeerde staten van Limburg, lid van de Eerste Kamer, lid van de ridderschap van Limburg
  - Wilhelmus Lodewijk Joannes Baptista baron de Liedel, heer van Well (1799-1849), lid provinciale en gedeputeerde staten van Limburg, lid van de ridderschap van Limburg